# Troy Tulowitzki

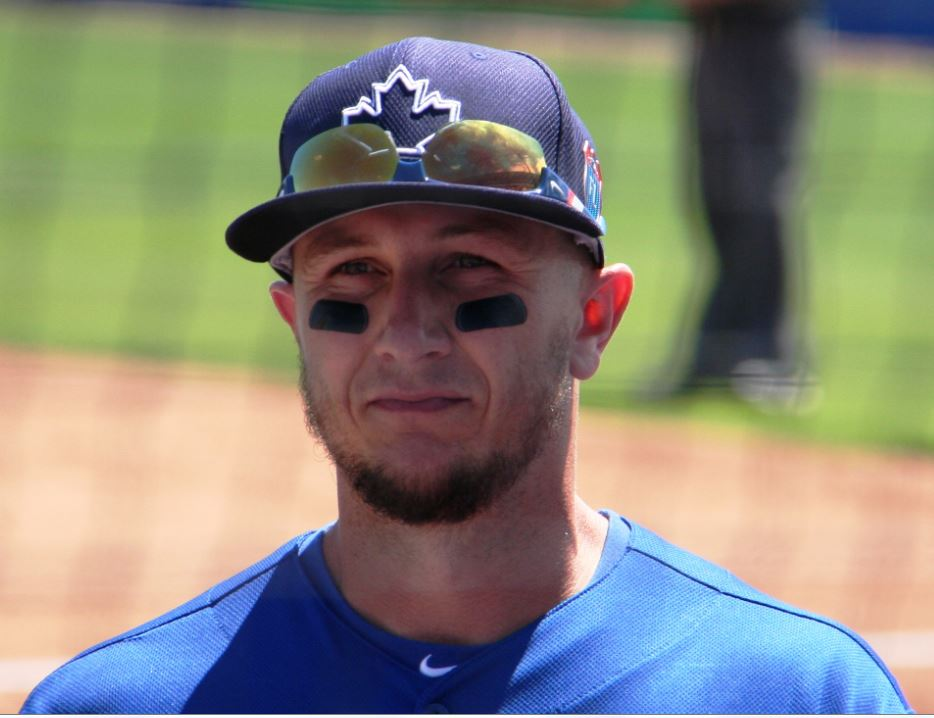
Troy Tulowitzki, 2016.

Troy Trevor Tulowitzki, född 10 oktober 1984 i Santa Clara i Kalifornien, är en amerikansk före detta professionell basebollspelare som spelade som shortstop för Colorado Rockies, Toronto Blue Jays och New York Yankees i Major League Baseball (MLB) mellan 2006 och 2019. Han spelade även för Long Beach State Dirtbags.
Han draftades av Rockies i 2005 års MLB-draft.
Tulowitzki vann två Gold Glove Award och två Silver Slugger Award.